# Beled Hawo
Beled Hawo (in lingua somala: Beledxaawo o Buuloxaawo ) è la seconda città, per grandezza, nella regione di Gedo, la regione somala più larga di tutte, situata nella parte sud-ovest della Somalia. La città è servita da un aeroporto con alcuni voli anche internazionali. Beled Hawo è il principale centro di commercio dell'intera regione. Belad Hawo è la capitale del Distretto di Buuloxaawo, il quale, come la maggior parte dei distretti situati nella provincia di Gedo, prende il nome dalla sua città principale.

## Storia
La città prende il nome dalla sua fondatrice Xaawo Cismaan Gurey che la fondò nel 1910. In lingua somala il nome della città significa "Città di Xawo". Samater era la moglie di Khalif Shire, un soldato Somalo, allora residente a Mandera in quello che allora era il Northern Frontier District del Kenya. La città fu completamente ricostruita negli anni 1960 dopo essere stata bruciata dalle forze armate Britanniche.
Nel 1985 la capitale della regione di Gedo fu trasferita da Garbaharey a Beled Hawo. La 
vicinanza di Beled Hawo al confine Somalo con l'Ogaden, (Etiopia), il Distretto di Mandera
(Kenya), e la città-porto di Chisimaio, fece sì che le dimensioni della città divennero sempre più grandi. Ed in seguito Beled Hawo diventò una delle più importanti città della Somalia e la seconda città, per grandezza nella regione di Gedo dopo Bardera. Per via della sua collocazione ambientale e dei suoi residenti dalla proverbiale ospitalità e generosità, molti artisti somali hanno scritto delle canzoni riguardo Beled Hawo.

## Infrastrutture e trasporti
La città è servita da un ente municipalizzata di autobus e da una società di taxi collettivi, localmente conosciuta come i "cavalli bianchi" o, in lingua somala i "faras cadeyaal". Il parco macchine della società di taxi collettivi è costituito da piccole berline importate dal Giappone e da furgoncini che possono ospitare fino a 12 persone. A responsabilità di ogni taxi sono assegnate due addetti, il conducente e il Kirishboy (il Ragazzo del Garage), il quale si occupa di raccogliere il pagamento del passeggero e di comunicargli la destinazione del taxi collettivi.
La città è servita da un nuovo aeroporto (temporaneo), inaugurato nel 2004, dotato di una nuova pista di atterraggio asfaltata. Il vecchio aeroporto nella parte ovest del distretto, viene oramai solo usato da piccoli aeroplani e da jet adibiti al trasporto merci. Le città vicine a Beled Hawo sono Garba Harre, Lugh, Doollow, e Dhamasa.

## Municipalità
L'amministrazione del distretto di Beled Hawo viene effettuata dal partito islamico di Al-Shababs, il quale ha instaurato una buona relazione di collaborazione con il Northern Frontier District, appartenente al Kenya, per la maggior parte popolato da gente di etnia Somala. L'amministrazione distrettuale ha continuato a mantenere rapporti di zona franca con la vicina città di Mandera, al di là del confine con il Kenya. Ogni giorno ingenti quantità di merci e migliaia di studenti attraversano il posto di blocco (o dogana) al confine con il Kenya, per e dalla città di Mandera.